# Фројд (Монтана)
Фројд (енгл. Froid) град је у америчкој савезној држави Монтана.

## Демографија
По попису из 2010. године број становника је 185, што је 10 (-5,1%) становника мање него 2000. године.
| Група             | 2000.       | 2010.       |
| Белци             | 177 (90,8%) | 180 (97,3%) |
| Афроамериканци    | 0 (0,0%)    | 0 (0,0%)    |
| Азијати           | 0 (0,0%)    | 0 (0,0%)    |
| Хиспаноамериканци | 3 (1,5%)    | 0 (0,0%)    |
| Укупно            | 195         | 185         |